# Herstedøsterstræde
Herstedøsterstræde ligger i det sydlige del af Herstedøster Landsby i Albertslund. I april 2008 ændrede vejstrækningen Herstedøstergade 10-12 vejnavn til Herstedøsterstræde således, at Herstedøstergade 10 ændredes til Herstedøsterstræde 1 og Hersteøstergade 12 ændredes til Herstedøsterstræde 2. Baggrunden for denne navneændring var, at der i Herstedøster Landsby var 2 vejstrækninger med identiske vejnavne, hvilket ofte medførte forveksling og problemer i forbindelse med tilkørsel til husstande på de 2 ensnævnte vejstrækninger. Kommunalbestyrelsen besluttede derfor på kommunalbestyrelsesmøde i 2008 at ændre vejnavnet på vejstrækningen Herstedøstergade 10-12. 
Herstedøsterstræde er den eneste tilbageværende vej i Herstedøster Landsby, der fortsat er bevaret i sin oprindelig form og som fortsat er grusbelagt. Herstedøsterstræde er blandt de ældste veje i Landsbyen og optræder bl.a. på udsnitskortet fra år 1786 fra Matrikelarkivet.
På Herstedøsterstræde ligger et af Herstedøster Landsbys ældste landsbyhuse, opført i 1877, som i perioden 1999-2006 har gennemgået en omfattende renovering og ombygning med stor respekt for bevarelse af den oprindelige landsbystil.
Vejstrækningen der nu er ændret til Herstedøsterstræde har fra gammel tid haft tilnavnet ”Herstedøsterhulvej” som følge af den specielle vejføring, der muliggjorde, at handlende til landsbyens 2 tidligere købmandsforretninger, der lå på Herstedøstergade kunne gå gennem Herstedøsterstræde (tidligere Herstedøstergade). Herstedøsterstræde, forbandt Herstedøstervej og selve Herstedøstergade via hullet – den smalle passage – mellem de 2 vejstrækninger. De idylliske og oprindelige ejendomme på vejstrækningen gjorde, at mange handlende dengang ofte benyttede passagen til indtagelse af drikkevarer – som dermed blev betragtet som områdets smør”hul” , hvilket i mange år var med at fastholde kælenavnet. 
Kælenavnet ”Herstedøsterhulvej” blev dog i starten af 2005 i folkemunde overtaget som øgenavn til Herstedøstervej, der som følge af den manglende vedligeholdelse af den grusbelagte del af vejstrækningen var meget hullet. Vejstrækningen er efterfølgende blevet asfalteret.
|  | Denne artikel om en bygning eller et bygningsværk kan blive bedre, hvis der indsættes et (bedre) billede. Du kan hjælpe ved at afsøge Wikimedia Commons for et passende billede eller lægge et op på Wikimedia Commons med en af de tilladte licenser og indsætte det i artiklen. |

55°41′2.19″N 12°22′12.07″Ø / 55.6839417°N 12.3700194°Ø